# Thar
Thar (Hindi: थार मरुस्थल, Sindhi: ٿر ريگستان ) ili Velika indijska pustinja je pustinja u Aziji. Obuhvaća više od 200.000 km2  i prostire se jugoistočnim dijelom Pakistana i sjeverozapadom Indije.

## Zemljopis
Prostire se kroz četiri države u Indiji: Punjab, Haryanu, Rajasthan i Gujarat, te pokriva površinu od 208.110 km². Pustinja se nastavlja u Pakistanu gdje se naziva pustinja Cholistan. Većina pustinje Thar nalazi se u Rajasthanu gdje pokriva 61 posto njegove površine.Starost pustinje se procjenjuje na 4.000 do 10.000 godina.

## Stanovništvo
Thar je najgušće naseljena pustinja. Gustoća naseljenosti je 83 st. po km2. Stanovništvo prema religiji uglavnom čine Hinduisti,Muslimani i Sikhi. Najveći grad je Jodhpur.

## Klima
Količina padalina 50 do 200 mm, a najviše je padalina za vrijeme ljetnog monsuna. Temperature se kreću od 5 °C u siječnju do 50 °C u svibnju i lipnju.

## Zanimljivosti
Središnji dio pustinje proglašen je 1981 nacionalnim parkom. Kraj grada Pokarana Indija je 1974. izvela svoj prvi nuklearni pokus. Oko 40% stanovnika Rajasthana ima trajno boravište u pustinji. Gustoća naseljenosti pustinje Thar jednaka je gustoći naseljenosti Cipra i za 3 st. po km2 veća od gustoće naseljenosti Hrvatske.